# Echthrus tuberculatus
Echthrus tuberculatus là một loài tò vò trong họ Ichneumonidae.